# 宗教学

様々な宗教シンボル

宗教学（しゅうきょうがく、英語: religious studies, science of religion）は、経験科学の様々な手法を用いて宗教を研究する学際的な学問である。ドイツ語圏では“Religionswissenschaft”、オランダ語では“godsdienstwetenschap”と言う。

## 概説
もともとは神学の一部であったが独立し、キリスト教の神学以外の分野を対象とするかたちで、民俗宗教から新宗教まで、幅広く研究する学問分野である。現在では研究手法により、宗教社会学・比較宗教学・宗教心理学・宗教人類学・宗教民俗学などと分類される。特定宗教の教義の研究を行う神学・教学・宗学、あるいは宗教哲学とは区別される。広義の宗教学では、これらを含める場合もある。宗教学は経験科学の範囲内のみとするか、形而上学的範囲を含めるかは課題である。
宗教学は19世紀後半にヨーロッパにおいて成立した。欧米における経験科学の発達、および、植民地支配等による様々な宗教との接触が発生の背景にある。
宗教学研究の初期の段階では、キリスト教と他の宗教を比較検討することにより、宗教の一般的要素、普遍的要素の追求や進化・発展過程の研究が行われた。マクス・ミュラーによるインドの宗教研究に基づいた東洋と西洋の宗教の比較や、ジェームズ・フレイザーによる古代ギリシア・古代ローマの宗教、ヨーロッパ民間信仰、原始宗教の比較研究がこれにあたる。
また、社会学・心理学の発展において宗教はその研究対象となった。社会学の例として、エミール・デュルケームの『宗教生活の原初形態』や、マックス・ウェーバーの『プロテスタンティズムの倫理と資本主義の精神』があげられる。
また、心理学においても、エドウィン・ディラー・スターバックの『Psychology of Religion（宗教心理学）』や、ウィリアム・ジェームズの『宗教的経験の諸相』が19世紀末から20世紀はじめにかけて発表されている。また、文化人類学や民族学、民俗学においては、成立時より、多くの研究領域が重なっているといえる。
このように宗教学は、「宗教」という研究対象に対し、様々な研究方法を用いて研究が進められている。個々の研究は宗教学の研究であると同時に社会学・心理学・文化人類学等それぞれの研究であるとも言える。